# Windenergie in Australien

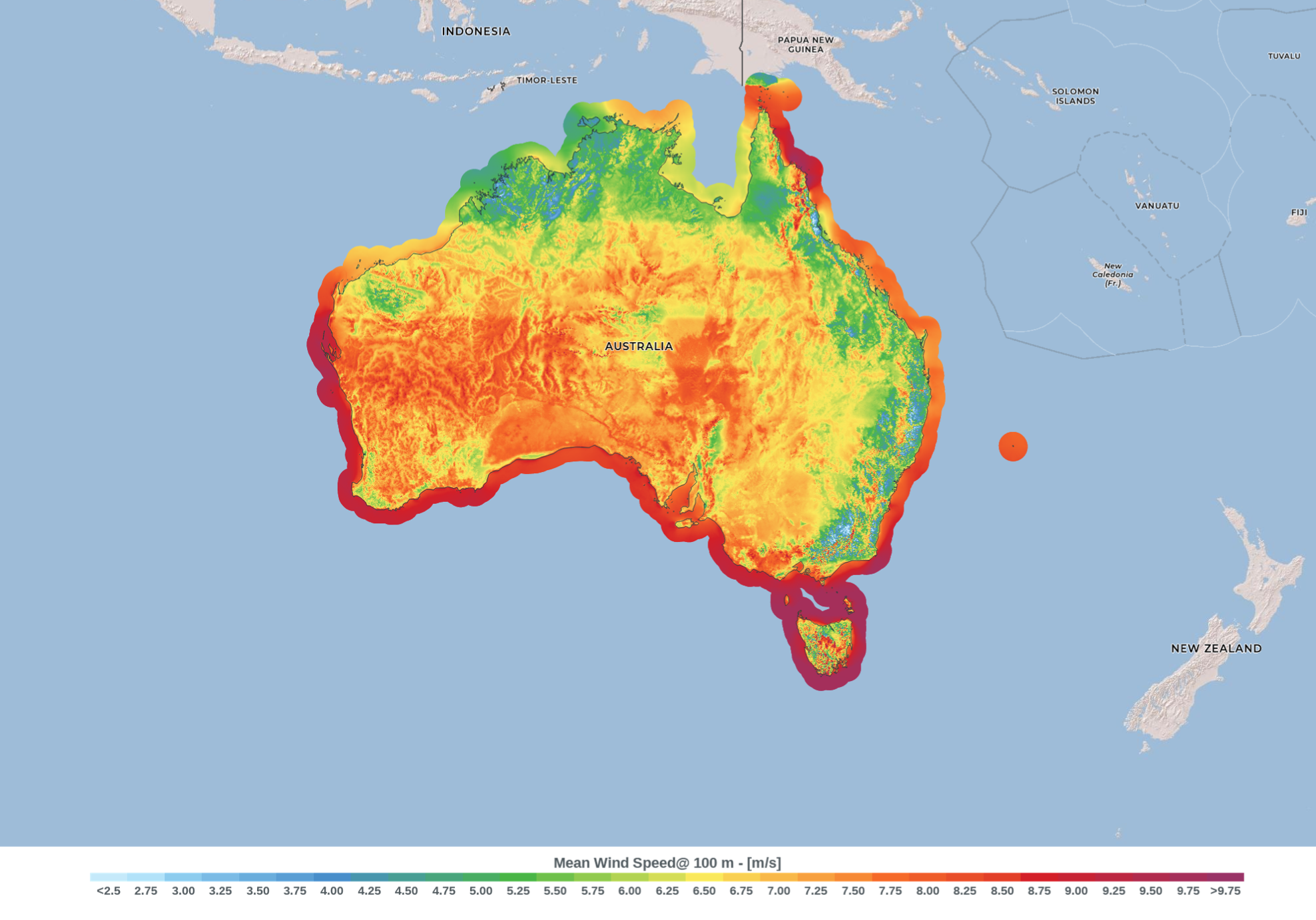
Verteilung der Windgeschwindigkeiten in und um Australien laut Global Wind Atlas

Installierte Leistung und Stromerzeugung

Die Windenergie in Australien spielt eine bedeutende Rolle bei der Stromerzeugung des Landes. Australien hat hervorragende Gegebenheiten für die Windenergienutzung. Ende 2024 betrug die Nennleistung aller australischen Windenergiekraftwerke 12,31 GW. Sie befanden sich alle an Land.

## Installierte Leistung und Jahreserzeugung
Laut CIA verfügte Australien im Jahr 2020 über eine (geschätzte) installierte Leistung von insgesamt 82,517 GW (alle Kraftwerkstypen); der Stromverbrauch lag bei 237,388 Mrd. kWh. Die installierte Leistung der Windkraftanlagen (WKA) stieg von 73 MW im Jahr 2001 auf 8951 MW im Jahr 2021; die Jahreserzeugung stieg von 0,2 TWh im Jahr 2001 auf 26 TWh im Jahr 2021.
| Jahr | Inst. Leistung (MW) | Erzeugung (TWh) |
| ---- | ------------------- | --------------- |
| 2001 | 73                  | 0,2             |
| 2002 | 105                 | 0,4             |
| 2003 | 198                 | 0,7             |
| 2004 | 380                 | 0,7             |
| 2005 | 708                 | 0,9             |

| Jahr | Inst. Leistung (MW) | Erzeugung (TWh) |
| ---- | ------------------- | --------------- |
| 2006 | 817                 | 1,7             |
| 2007 | 824                 | 2,6             |
| 2008 | 1306                | 3,1             |
| 2009 | 1712                | 3,8             |
| 2010 | 1880                | 4,9             |

| Jahr | Inst. Leistung (MW) | Erzeugung (TWh) |
| ---- | ------------------- | --------------- |
| 2011 | 2224                | 6,8             |
| 2012 | 2584                | 7,4             |
| 2013 | 3239                | 9,5             |
| 2014 | 3806                | 10              |
| 2015 | 4187                | 11              |

| Jahr | Inst. Leistung (MW) | Erzeugung (TWh) |
| ---- | ------------------- | --------------- |
| 2016 | 4326                | 13,70           |
| 2017 | 4557                | 13,49           |
| 2018 | 5043                | 16,85           |
| 2019 | 7133                | 19,72           |
| 2020 | 8603                | 22,83           |

| Jahr | Inst. Leistung (MW) | Erzeugung (TWh) |
| ---- | ------------------- | --------------- |
| 2021 | 8951                | 26,87           |
| 2022 | 10537               | 31,27           |
| 2023 | 11479               | 32,16           |
| 2024 | 12315               | 32,52           |